# Mule (Levanger)
Mule este o localitate din comuna Levanger, provincia Nord-Trøndelag, Norvegia, cu o suprafață de 0,21 km² și o populație de 253 locuitori (2013).